# Niveaux de plongée en scaphandre autonome en France
 (janvier 2025).
 (janvier 2025).
En France, la plongée en scaphandre autonome au sein des établissements organisant la pratique de la plongée subaquatique à l'air, à l'oxygène ou aux mélanges autres que l'air est réglementée par le code du Sport, qui définit des aptitudes (plongeur encadré, plongeur autonome), ainsi que l'encadrement et les espaces d'évolution associés.
En France, 5 organismes sont autorisés à dispenser des formations certificatives : La FFESSM, l'ANMP, la FSGT, la SNMP et l'UCPA.
La FFESSM, Fédération française d'études et de sports sous-marins (FFESSM) est la fédération délégataire désignée par le ministère des sports. Les niveaux et les certifications de la FFESSM sont donc généralement considérés comme les niveaux de référence de la plongée française même si d'innombrables équivalences existent entre les différentes écoles de plongée françaises et internationnales. 
La FFESSM distingue donc 4 niveaux principaux de plongeur bouteille et 4 niveaux d'enseignement qui permettent d'effectuer des plongées en scaphandre autonome au sein des structures affiliées à la FFESSM ainsi qu'au sein de celles qui en reconnaissent l'équivalence.

## Niveaux de plongeur
La FFESSM définit quatre niveaux principaux pour le plongeur en scaphandre autonome, du niveau 1 au niveau 4. Ces niveaux s’acquièrent par des formation qui peuvent se faire en piscine jusqu'au niveau 1 puis en mer pour les niveaux 2 à 4. Ces formations comportent une partie pratique et une partie théorique. Un cinquième niveau, le niveau 5 donne la qualification de directeur de plongée d'exploration (DPE). Elle s'obtient par nomination. Enfin, il existe depuis quelques années des qualifications ou certifications intermédiaires,.
| Niveau   | Prérogatives | Aptitude (Code du Sport) | CMAS                |
| -------- | --- | ------------------------ | ------------------- |
| Niveau 1 | Plongeur encadré jusque 20 m                                                                                                 | PE-20                    | Plongeur ★          |
| Niveau 2 | Plongeur encadré jusque 40 m Plongeur autonome jusque 20 m                                                                   | PE-40 PA-20              | Plongeur ★★         |
| Niveau 3 | Plongeur autonome jusqu'à 40 m Plongeur autonome jusque 60 m avec accord du DP                                               | PA-60                    | Plongeur ★★★        |
| Niveau 4 | Guide de palanquée : encadrement (en exploration) de plongeurs débutants à N4 entre 0 et 40 m) Plongeur autonome jusque 60 m | GP                       | Plongeur ★★★ (idem) |
| Niveau 5 | Directeur de plongée (en exploration) Plongeur autonome jusque 60 m (prérogatives du Niveau 4)                               |                          |                     |

Vocabulaire :
- Scaphandre autonome : il s'agit de la bouteille d'air et du détendeur qui permettent au plongeur de respirer sous l'eau. Attention, il ne faut pas confondre le scaphandre autonome (le fait que chaque plongeur soit équipé d'un matériel individuel lui permettant de respirer seul sans dépendre d'une personne ou d'une machine extérieure) et le principe de plongée autonome (ou plongée en autonomie).
- Plongée encadrée : les plongeurs (1 à 4) sont sous la responsabilité d'un guide de Palanquée (N4 minimum).
- Plongée en autonomie : les plongeurs (2 à 3) plongent entre eux sans être accompagnés d'un guide ou d'un moniteur. Tous les membres de la palanqués doivent avoir des prérogatives d'autonomie. S'ils ont des niveaux différents, ils doivent respecter la zone d’autonomie de celui qui a le plus bas niveau.
- Plongée d'exploration : se dit de toute plongée qui n'a pas pour objectif de faire des exercices ou des révisions techniques. C'est toujours le cas des plongées en autonomie où la responsabilité est partagée et ne peux jamais reposer sur un des plongeurs plus qu'un autre.

Principes :
- Les niveaux se passent dans l'ordre. Pendant de nombreuses années, après le niveau 2, les plongeurs pouvaient chosir de s'orienter vers l'encadrement (Niveau 4 puis monitorat) ou l'autonomie (niveau 3). C'est désormais impossible. Les plongeurs doivent impérativement passer chaque niveau l'un après l'autre.
- La plongée encadrée (exploration ou exercices) se pratique entre zéro et quarante mètres de profondeur. Au-delà et jusqu'à 60 mètres, la plongée est toujours considérée comme en autonomie.
- Le niveau 3 constitue le dernier niveau technique de plongeur (la plongée à l'air étant interdite au delà de 60 mètres).
- Le niveau 4 constitue une compétence d'encadrement de plongeurs de niveaux inférieurs, en immersion.
- Le niveau 5 constitue une compétence d'organisation et de supervision de l'activité.

- Les niveaux se passent dans l'ordre. Pendant de nombreuses années, après le niveau 2, les plongeurs pouvaient choisir de s'orienter vers l'encadrement (Niveau 4) ou l'autonomie complète (Niveau 3). C'est aujourd'hui impossible. Seuls les plongeurs de niveau 3 peuvent passer le Niveau 4).

Des qualifications intermédiaires ont par ailleurs été mises en place afin de qualifier les plongeurs souhaitant évoluer dans des conditions intermédiaires sans avoir à passer la formation complète : PE-12, PA-12, PE-40 seul, PA-40, PE-60 seul. Par exemple, un niveau 2 qui aiment plongér en autonomie mais ne souhaite pas forcément plonger à de grandes profondeur peut passer une certification PA-40 qui lui donne l'autonomie à 40 mètres mais sans les autres prérogatives d'un Niveau 3.
Afin d'intégrer les plongeurs d'autres organismes (PADI, Scuba schools international) dans un cursus fédéral FFESSM, des passerelles ont été mises en place.

## Niveaux d'enseignement
La FFESSM définit quatre niveaux d'enseignement, de l'initiateur club (en bassin), au formateur de formateurs (MF2)  :
| Niveau                                                                        | Prérogatives                                                                                             | Code du Sport | CMAS         |
| ----------------------------------------------------------------------------- | --- | ------------- | ------------ |
| Moniteur E1 (initiateur) Niveau 2 de plongée minimum + formation d'initiateur | Enseignant du N1 au N2 jusque 6 m Directeur de plongée (en milieu artificiel de moins de 6 m uniquement) | E-1           |              |
| Moniteur E2 (initiateur) Niveau 4 de plongée minimum + formation d'initiateur | Enseignant du N1 au N4 jusque 20 m                                                                       | E-2           | Moniteur ★   |
| Moniteur fédéral 1er degré (MF1)                                              | Enseignant du N1 au N5 jusque 40 m Directeur de plongée                                                  | E-3           | Moniteur ★★  |
| Moniteur fédéral 2ème degré (MF2)                                             | Enseignant du N1 au N5 jusque 60 m Enseignant de MF1                                                     | E-4           | Moniteur ★★★ |

Notes : A ces prérogatives d'enseignement s'ajoutent les prérogatives d'évolution en tant que plongeur :
- un E-1 est nécessairement niveau 2 ou 3,
- un E-2 est nécessairement niveau 4,
- un E-3 ou E-4 est de fait niveau 5.

Les moniteurs issus de fédérations membres de la CMAS peuvent intégrer le dispositif fédéral français par l'intermédiaire des passerelles MF1A et MF2A.

## Cas particuliers

### Plongée enfants
Le cursus enfants est défini par le chapitre "Plongeurs jeunes" du manuel de formation technique de la FFESSM. Il définit six niveaux, ainsi que des qualifications supplémentaires décernées afin de matérialiser l'acquisition d'une compétence.
| Niveau          | Prérogatives                                          |
| --------------- | ----------------------------------------------------- |
| Etoile de mer 1 | Plongée libre entre 0 et 1 m (découverte)             |
| Etoile de mer 2 | Plongée libre entre 0 et 1 m (perfectionnement)       |
| Etoile de mer 3 | Plongée libre entre 0 et 1 m (perfectionnement)       |
| Plongeur bronze | Plongée en scaphandre jusque 6 m                      |
| Plongeur argent | Plongée en scaphandre jusque 6 m                      |
| Plongeur or     | Plongée en scaphandre jusque 12 m ou 20 m (selon âge) |

Les qualifications supplémentaires existantes sont :
- Plongée du bord
- Bateau 1 (barges et pneumatiques)
- Bateau 2 (vedettes et chalutiers)
- Aide-moniteur

L'entrée dans le cursus "adulte" se fait à partir de 14 ans (12 ans sous conditions) avec la formation au niveau 1.

### Plongée handicapés
Le cursus handisub définit quatre niveaux d'évolution pour les plongeurs encadrés en situation de handicap (PESH) et quatre niveaux d'enseignement.
| Niveau  | Prérogatives                 |
| ------- | ---------------------------- |
| PESH-6  | Plongeur encadré jusque 6 m  |
| PESH-12 | Plongeur encadré jusque 12 m |
| PESH-20 | Plongeur encadré jusque 20 m |
| PESH-40 | Plongeur encadré jusque 40 m |

| Niveau            | Prérogatives |
| ----------------- | --- |
| EH1               | Enseignant pour plongeurs en situation de handicap modéré                                                                     |
| EH1 et module MPC | Enseignant pour plongeurs en situation de handicap modéré et plongeurs en situation de handicap mental, psychique et cognitif |
| EH2               | Enseignant pour plongeurs en situation de handicap majeur                                                                     |
| MFEH1             | Enseignant d'enseignants EH1 et EH2                                                                                           |
| MFEH2             | Enseignant d'enseignants MFEH1                                                                                                |